# Das Spiel ist aus
Das Spiel ist aus (frz. Les jeux sont faits) ist ein 1943 geschriebenes und 1947 erschienenes Drehbuch des französischen Schriftstellers und Philosophen Jean-Paul Sartre. Es wurde 1947 von Jean Delannoy verfilmt.

## Handlung
Die Handlung spielt in einem imaginären faschistischen Staat.
Zur etwa gleichen Zeit werden Ève Charlier von ihrem Mann, dem Milizsekretär André Charlier, vergiftet und Pierre Dumaine, ein Mitglied der Untergrundbewegung, die einen bewaffneten Aufstand plant, von einem Spitzel erschossen.
Nach ihrem Tod folgen sie einer inneren Stimme, die sie zu einem Zimmer in der Rue Laguénésie führt. Dort erfahren beide, von einer hinter einem Tisch sitzenden und sehr formell auftretenden Person, dass sie tot sind. Sie erfahren, dass sie sich weiterhin in der realen Welt bewegen können, jedoch von den Lebenden nicht wahrgenommen werden und auch keinen Einfluss mehr auf die reale Welt nehmen können.
Hier treffen sich Ève und Pierre zum ersten Mal und verlieben sich nach kurzer Zeit ineinander.
Pierre erfährt aber, dass sein geplanter Aufstand verraten wurde und die Regierung eine Falle für seine Freunde plant. Auch Ève erfährt etwas Unangenehmes. Nämlich, dass sich ihr Mann, André, nun an Èves Schwester heranmacht. Die beiden sorgen sich um ihre jeweiligen Freunde und Verwandten. Da sie aber keinen Einfluss auf die Welt der Lebenden nehmen können, wird es für sie zur Qual, zuzusehen und nichts tun zu können.
Bei einem erneuten Besuch in der Rue Laguénésie stellt sich heraus, dass beide laut Unterlagen seit Geburt an füreinander bestimmt gewesen sind, aber aufgrund eines bürokratischen Fehlers einander nicht getroffen haben. Sie erhalten die Möglichkeit ins Leben zurückzukehren, um ihre Liebe unter Beweis zu stellen. Von der Situation überwältigt, stimmen beide sofort zu, zurückkehren zu dürfen. Dabei wird nicht ganz klar, ob die beiden aus Liebe zustimmen, oder ob sie es tun, damit Pierre seine Freunde und Ève ihre Schwester warnen kann. Die Sache hat aber eine Bedingung. Pierre und Ève dürfen nur in der Welt der Lebenden bleiben, wenn sie es schaffen, innerhalb von 24 Stunden einander uneingeschränkt zu vertrauen und ihre Zuneigung gegenüber den auftretenden Schwierigkeiten zu behaupten.
Zweifel aufgrund der ungleichen sozialen Herkunft und nicht gelöste Konflikte in der Vergangenheit führen am Ende zum erneuten gewaltsamen Tod der beiden. Das Spiel ist aus.

## Einordnung
Obwohl häufig angenommen, liegt dem Buch der von Sartre entwickelte Existentialismus nicht zugrunde. Sartre selbst hat sich hierzu dahingehend geäußert, dass der Existenzialismus kein Ende des Spiels zuließe, da sich noch nach dem Tod die Handlungen der Menschen fortsetzten. Sartre orientiert sich in diesem Werk am Determinismus.

## Form
Eine formale Besonderheit ergibt durch die Funktion als Drehbuch. Sartre schreibt in auktorialer Perspektive und deutet die Schauplätze und nähere Umgebung des Geschehens nur mit knappen Worten an.

## Kontroverses
Das Buch spielt mit der Idee des Lebens nach dem Tod. In Sartres Buch bleiben die Verstorbenen unabhängig von ihren Taten zu Lebzeiten in der gleichen realen Welt, mit dem Unterschied, dass sie daran nur noch als Beobachter und nicht mehr als Akteure teilnehmen.